# 中国人民解放军第六十八军
中国人民解放军第六十八军，是1949年整编成立的中国人民解放军的一个军。

## 历史
1944年9月组建冀察军区，1946年10月与张家口卫戍司令部合并为察哈尔军区。1947年11月，察哈尔军区与冀晋军区合并为北岳军区，察哈尔军区独立第4旅编入晋察冀军区第一纵队改称第3旅。1947年12月6日察哈尔军区机关在定县组建为晋察冀野战军第六纵队机关。司令员文年生（三纵副司令员升任）/徐德操/陈坊仁，政委向仲华/漆远渥/李呈瑞，副司令员萧新槐兼参谋长/徐德操/宋玉琳，副参谋长张挺/宋学飞。共17 044人。纵队成立后，参加平汉路北段破击战。第六纵队总的情况和第一纵队相似，基础比第一纵队稍新，缺乏大胆顽强的战斗作风，全歼思想贯彻不够，部队管理不够正规严格，纪律性差，领导不够深入，但学习技术战术的风气尚好，顽强与全歼思想近来有进步。
- 第十六旅：1946年6月以晋察冀军区冀中纵队第13旅第38团和冀中第9军分区第46团及特务团组建冀中军区独立第14旅。1946年7月改称冀中军区独立第七旅。是第68军最老的部队，军主力师。但该旅发生许多弱点。1948年上半年来进步不快，主要缺乏群众性的运动，民主作风差，固步自封，老一套，缺乏创造性，工作无朝气，领导干部自满，不深入，战斗中粗枝大叶，尤其是缺乏自我批评的精神。定兴战斗未完成任务，是该旅弱点的最后暴露。主要原因:（一）对该旅抓的不紧，没及时展开严格批评，揭露其严重的骄气自满的老大现象。（二）党委领导弱，一元化之领导没有树立，集体领导、分工负责与民主作风差。工作不深入，特别是思想领导薄弱。[1]旅长廖鼎祥/陈应寿，政委李斌，副旅长范保顺，参谋长唐丕光，政治部主任张宗胜/范保顺兼副政委。
  - 第46团：前身是冀中第9军分区第27团。1945年9月21日编入冀中（杨成武）纵队第3支队为第27团。l945年l0月随第3支队改称晋察冀军区冀中（杨成武）纵队第13旅为第38团。l946年3月为冀中纵队第13旅第38团（编入了冀中黄寿发纵队第2旅第76团1个营）。团长古极/王钧/李克林，政委范保顺。1946年6月编入新组建的冀中军区第14旅为第40团，7月改称冀中军区独立第7旅第19团。该团是68军最老的团队，是军、师主力团。
  - 第47团：前身是冀中军区特务团。1946年6月特务团与冀中八分区第64团、任河支队编入新组建的冀中军区第14旅为第41团，7月改称冀中军区独立第7旅第20团。团长万振西/韩进忠，副政委高颜林
  - 第48团：前身是冀中军区第9军分区第46团。1946年6月编入新组建的冀中军区第14旅为第42团，7月改称冀中军区独立第7旅第21团。第48团弱。团长林彬/欧阳顺，政委惠士荣。
- 第十七旅：1946年6月组建冀中军区独立第11旅，1946年7月改称冀中军区（第二个）独立第八旅。旅长徐德操/杨栋梁，政委李致远，副旅长贾士珍/李德才，副参谋长祖岳嵘（升参谋长），政治部副主任白正刚（升主任）。原辖第22、第23、第24团依次改称第49团(冀中六分区82团与县大队合编。团长刘震，政委董奋)、第50团（冀中七分区80团与安定博支队合编。团长刘复生，政委王松岑）、第51团（冀中六军分区73团、八分区独立营、11分区护路大队、冀中税警大队合编。团长李德才，政委张绍英）。以第50团较强，第51团较弱，均有朝气、虚心学习、爱钻研。主要弱点是不够正规严格、纪律性差，全歼思想贯彻不够，不敢打大仗打硬仗，顽强的战斗作风差，有些工作不够踏实。[1]
- 第十八旅：1947年冬北岳军区以军分区独立团组建。是华野三兵团最新最弱的1个旅。组建一年内有进步，如学习技术、执行命令都还好，因基础新，下层干部弱。旅长罗文坊，政委严庆堤，参谋长熊金波，政治部主任萧赤。1949年2月王钧任副师长、张宗胜任副政委兼政治部主任。第52团（北岳六分区独立团、易县独立营合编。副团长韩玉奎，政委田波）、第53团（冀晋军区一分区新13团、阳高独立营、应县独立营、广灵独立营一部合编。团长贺成健，政委陈兴农）、第54团（冀晋军区四分区独立团、获鹿独立营合编。团长胡从明，副政委李鹏飞）。该旅以第52团较好，第54团最弱，只有2个营。

1948年1月，纵队奉命从河北满城地区出发，初战保(定)西北，歼敌675人。3月至4月9日第6纵队参加察南绥东战役，歼敌4700余人。4月中旬一纵准备扫除应县城敌，六纵与之相配合，担任大同方向的阻援任务。当时六纵十六旅驻扎在怀仁县清水河地区。4月23日一纵连续攻城未克，暂时撤下来稍作休整，准备再攻。六纵随即也结束了阻援任务，在原地待命。4月29日上午，突然接到兵团杨成武司令员的电报：傅作义和阎锡山趁晋察冀野战军在察南、绥东作战之机，企图进犯石家庄地区，命六纵火速南下正太路，奔歼阎匪东犯之敌。部队4月30日出发，5月8日午夜前赶到盂县城西南指定位置。1948年5月9日改称华北野战军第六纵队，隶属华北军区第2兵团，调旷伏兆任副政治委员兼政治部主任。5月9日盂西战斗，歼灭从寿阳挺进石家庄的阎锡山第四十三军暂编第49师及第八总队共4700人，俘中将副军长兼暂49师师长张翼、少将参谋长王泽晋以下官兵近三千人，缴获了四门山炮、五门迫击炮和大量枪支弹药。1948年8月，华北军区第3兵团成立，第6纵队转隶该兵团建制。1949年2月在北平奶子房（属望京北边崔各庄乡），改编为第六十八军。文年生任军长，向仲华任政治委员，徐德操任副军长。军属炮兵团，团长李昆、副团长王庆华。全军共2．9万余人。4月初到达太原以北的泥屯一带，参加太原战役。4月13日第六十八军召开党委扩大会议，该军担负汾河以东、阳曲镇以西地段的进攻任务，其中新城是北区防御中心，地形复杂。它的北面有敌46师重兵防守的向阳店等据点，南面有飞机场和城郊永兴堡等星罗棋布的据点。202师为军的尖刀师，任务是：一、以突袭手段夺取敌二线心腹要冲新城；二、进而攻占飞机场、工厂区、永兴堡、大北关。4月18日202师从泥屯开进到上兰村、西村一带。 
生俘敌少将师长张忠、阎俊贡以下官兵8337名，歼敌955名。太原战役结束后，部队进驻山西阳高、天镇、罗文皂、金家庄地区整训练兵。5月，徐德操任军长，漆远渥任政治委员，宋学飞任参谋长，张逊之任政治部主任。同月，由国民党军第十六军第22师改编的独立第25师编入该军（辖第1、2、3团，师长梁诗传、政委白正刚兼、副师长刘震兼、政治部主任惠士荣兼）。
1949年10月，部队由山西进驻天津、唐山地区，担负保卫海防任务。1951年2月，部队集结于天津附近，补充兵员、更换新的装备并整训部队，为赴朝作战作准备。6月9日，第68军在第20兵团编成内入朝作战，部队改称中国人民志愿军第68军，军长陈坊仁、政委李呈瑞、副军长宋玉琳、参谋长宋学飞、政治部主任严庆堤。下辖第202师，师长陈应寿（后黎光、李克林）、政委李斌（后田波）；第203师，师长杨栋梁、政委李致远（后惠士荣）；第204师，师长曹玉清（后王钧）、政委范保顺；另配属炮兵第6团。全军共4.6万余人。先后担任北汉江至文登里一线的防御任务，粉碎敌“秋季攻势”和“坦克劈入战”，完成东海岸抗登陆作战的准备工作，参加金城地区的反击作战等。与敌作战1021次，歼敌74844人，其中美军10416名、南韩军64392名、希腊军36名，毁伤敌坦克152辆，击落击伤敌机696架，缴获大量武器装备。第68军在抗美援朝3年零10个月的战斗中，涌现出许多英雄单位和英雄个人。其中功臣单位26个，立功个人24018名，其中特等功臣13名，一等功臣178名，“奇袭白虎团”的著名战斗英雄杨育才、志愿军女英雄解秀梅、坦克英雄胡连等就产生在这支部队。1954年9月，第68军奉命担任永柔以西，隶川以东、新安州西南地区守备任务。1955年3月奉命回国。
1969年12月608团调给新组建的第二十六军78师为233团，另重建608团。1975年6月，根据中央军委5月24日的调防命令，第68军与第46军对调。副政委陈天。